# روی برانگانسا
روی برانگانسا (پرتغالی: Rui Bragança؛ زادهٔ ۲۶ دسامبر ۱۹۹۱) یک تکواندوکار اهل پرتغال است.
از افتخارات وی میتوان به کسب مدال نقره وزن ۵۸- کیلوگرم در مسابقات جهانی تکواندو ۲۰۱۱ اشاره کرد.